# Kostel Nejsvětější Trojice (Jindřichovice pod Smrkem)
Kostel Nejsvětější Trojice je sakrální stavba zbudovaná v Jindřichovicích pod Smrkem ve Frýdlantském výběžku na severu České republiky. Objekt i s přilehlým hřbitovem, jeho ohradní zdí, márnicí a náhrobky, které se na něm nacházejí, je kulturní památkou České republiky.

## Historie
Na místě kostela stávala kaple, která na něj byla roku 1670 rozšířena. Na počátku 18. století (roku 1717) přibyl navíc ke svatostánku presbytář. V pozdějších letech (1775 a na přelomu 18. a 19. století) proběhly navíc ještě další stavební úpravy.

## Popis stavby

### Exteriér
Stavba je zbudována v barokním slohu, má jednu obdélníkovou loď doplněnou širším, přibližně trojlistým presbytářem, který má konvex-konkávně zvlněné stěny. Na severní straně kostela se nachází obdélníková sakristie. Naproti tomu na jižní straně lodi je vybudovaná pravoúhlá předsíň, jíž se do kostela vstupuje. Na stejné straně stavby se také nachází hranolová věž doplněná polygonálními schodištními přístavky v jejím západním průčelí. Samotná věž je dále dělena lizénovými rámci a okny v oválném a obdélníkovém tvaru. Okna mají segmentové záklenky. Celá věž je zakončena cibulovou bání. Boční fasády objektu jsou rozčleněny jednak dvěma pásy lizénových rámců, a dále též obdélnými okny opět se segmentovými záklenky a segmentem proloženou římsou.

### Interiér
Uvnitř kostela má presbytář i loď plochý strop, který je doplněn fabiony. Navíc je strop obohacen štukovými zdobenými poli. V sakristii je strop tvořen neckovou klenbou a v prostoru pod věží je trámový strop. Kruchta je zděná a nad ní se nachází ještě druhé patro, jež je ovšem ze dřeva, a po severní i jižní straně lodě k němu vedou dřevěná schodišťová ramena. Chórová mřížka byla v klasicistním stylu zhotovena roku 1802.

## Vybavení
V kostele se nachází jeden hlavní a dva boční oltáře pocházející z 19. století. Dále je v interiéru svatostánku kazatelna z přelomu 18. a 19. století spolu s kamennou barokní křtitelnicí ze druhé poloviny 17. století. Ta je navíc doplněna o rokokovou spodní část nádrže a válcovou nohu. Na zdech v kostele visí obrazy svaté Filomeny a svaté Aloisie. Oba jsou datovány k roku 1856.

### Varhany
Původní varhany, které pro kostel v roce 1709 zbudoval Johann Jakub Josef Richter, opravoval o šedesát let později (1769) varhanář Gottlieb Neumann a v roce 1782 k nim Ambrož Augustin Tauchman přidal pozitiv. Roku 1821 novými kůžemi opravili měchy bratří Ignác a Michael Predigerové. Rozsáhlou rekonstrukcí nástroje byl pověřen Josef Müller, který na díle pracoval se svým synem. Oprava trvala deset týdnů a farnost za ni zaplatila 2100 zlatých. V roce 1877 upravil Franz Appelt měchy na šlapání. Současně znovu sklížil vzdušnici a za oba své úkony si naúčtoval 49 zlatých a 87 krejcarů. Roku 1889 postavila varhanářská společnost Rieger pro kostel nový nástroj za cenu 1600 zlatých.
Dispozice varhan:
| Manuál: |            |       |
| 1.      | Bourdon    | (16') |
| 2.      | Principal  | (8')  |
| 3.      | Gedeckt    | (8')  |
| 4.      | Gamba      | (8')  |
| 5.      | Salicional | (8')  |
| 6.      | Octava     | (4')  |
| 7.      | Violine    | (4')  |
| 8.      | Dolce      | (4')  |

| Pedál: |           |       |
| 9.     | Subbass   | (16') |
| 10.    | Octavbass | (8')  |

## Okolí kostela
Kolem kostela se nachází hřbitov. Při jeho západní zdi jsou čtyři klasicistní náhrobníky pocházející z první poloviny 19. století. Další náhrobník z roku 1835 je z vnější jižní strany kostelní předsíně. U vchodu do kostela z jižní strany se nachází pozdně barokní márnice s obdélným půdorysem a trojbokým ukončením. V jejím průčelí se nachází pilastry a obsahuje též vpadlé pole a obdélníkovým portálem. Zakončená je štítem se segmentovými prvky.